# James Newman (Sänger)
James Richard Newman (* 19. Oktober 1985 in Settle, North Yorkshire) ist ein englischer Sänger und Singer-Songwriter. Er ist der ältere Bruder des Sängers John Newman.

## Karriere
James Newman hat bereits viele Lieder bekannter Interpreten mitgeschrieben. 2014 gewann er daher als Komponist des Liedes Waiting All Night bei den Brit Awards einen Preis für British Single of the Year.
Am 27. Februar 2020 gab die BBC bekannt, dass der Sänger das Vereinigte Königreich beim Eurovision Song Contest 2020 in Rotterdam (Niederlande) vertreten solle. Sein Lied My Last Breath, welches von Adam Argyle, Ed Drewett, Iain James und Newman selbst verfasst wurde, wurde am gleichen Tag veröffentlicht. Der Wettbewerb musste aber am 18. März 2020 aufgrund der COVID-19-Pandemie abgesagt werden. Daraufhin wurde Newman intern für den Eurovision Song Contest 2021 ausgewählt, wo er das Vereinigte Königreich mit dem Lied Embers vertrat. Er erhielt weder von den Jurys noch von den Zuschauern Punkte und landete daher mit null Punkten auf dem 26. und letzten Platz.

## Diskografie

### Alben
- 2020: The Things We Do

### Singles
- 2016: If You’re Not Going to Love Me (vs. DC Breaks)
- 2018: Therapy (Armin van Buuren feat. James Newman)
- 2019: High on Your Love (Armin van Buuren feat. James Newman)
- 2020: My Last Breath
- 2020: Enough
- 2020: Better Man
- 2020: Alone
- 2021: Embers

## Auszeichnungen für Musikverkäufe
| Platin-Schallplatte - Dänemark - 2021: für die Single Embers - Niederlande - 2018: für die Single Therapy |

| Land/RegionAuszeichnungen für Musikverkäufe (Land/Region, Auszeichnungen, Verkäufe, Quellen) | Gold | Platin     | Verkäufe | Quellen |
| -------------------------------------------------------------------------------------------- | ---- | ---------- | -------- | ------- |
| Dänemark (IFPI)                                                                              | —    | Platin1    | 90.000   | ifpi.dk |
| Niederlande (NVPI)                                                                           | —    | Platin1    | 40.000   | nvpi.nl |
| Insgesamt                                                                                    | —    | 2× Platin2 |          |         |